# Aulus Corneli Cos (dictador)
Aulus Corneli Cos (en llatí: Aulus Cornelius Cossus) va ser nomenat dictador romà l'any 385 aC per dirigir la guerra contra els volscs, i en part per oposar-se als plans de Marc Manli Capitolí, que volia iniciar una revolta amb els plebeus.
Aule va atacar els volscs i els va derrotar, i en va fer una gran carnisseria tot i que disposaven del suport de llatins, hèrnics i altres pobles. Va tornar llavors a Roma, va empresonar a Manli al que va acusa d'altra traïció (majestas). Després va rebre els honors del triomf.